# Емільянув (Сохачевський повіт)
Емільянув (пол. Emilianów) — село в Польщі, у гміні Ілув Сохачевського повіту Мазовецького воєводства.
Населення — 117 осіб (2011).
У 1975-1998 роках село належало до Плоцького воєводства.

## Демографія
Демографічна структура станом на 31 березня 2011 року:
|          | Загалом | Допрацездатний вік | Працездатний вік | Постпрацездатний вік |
| -------- | ------- | ------------------ | ---------------- | -------------------- |
| Чоловіки | 64      | 13                 | 42               | 9                    |
| Жінки    | 53      | 11                 | 25               | 17                   |
| Разом    | 117     | 24                 | 67               | 26                   |